# Aeroportul Baltimore/Washington International Thurgood Marshall
Aeroportul Baltimore/Washington International Thurgood Marshall (în engleză Baltimore/Washington International Thurgood Marshall Airport) (IATA: BWI, ICAO: KBWI, FAA LID: BWI) este un aeroport din Comitatul Anne Arundel, Maryland, Statele Unite ale Americii ce deservește zona Baltimore metropolitan area⁠(d). Aeroportul a fost tranzitat în 2023 de 26.200.143 de pasageri. A fost deschis în 24 iunie 1950 și numit după Baltimore.
Situat la o altitudine de 45 m, aeroportul dispune de 3 piste și ocupă o suprafață de 14.553.710 m². Este operat de Maryland Aviation Administration⁠(d).

## Infrastructură

### Piste
Aeroportul dispune de 3 piste: 
- pista 10/28 din asfalt, cu dimensiunile 10.502 picioare × 150 picioare
- pista 15L/33R din asfalt, cu dimensiunile 5.000 picioare × 100 picioare
- pista 15R/33L din asfalt, cu dimensiunile 9.500 picioare × 150 picioare